# Alicia Iturrioz
Alicia Iturrioz Arrizabalaga (Éibar, Guipúzcoa, 31 de enero de 1927-San Sebastián, 8 de septiembre de 2021) fue una pintora española. Fue retratista de la familia real española y de la aristocracia europea.

## Biografía
Nació en la localidad guipuzcoana de Éibar. Desde su infancia mostró ciertas dotes artísticas relacionadas con el dibujo. El pintor eibarrés Ignacio Zuloaga, amigo de su familia, tras ver algunas de sus obras en su casa de Zumaya, recomendó a la familia enviarla a la madrileña Escuela Superior de Bellas Artes.
Trasladada a Madrid, inició en 1944 sus estudios en la Real Academia de Bellas Artes de San Fernando. Allí conoció a su futuro marido. En 1951 contrajo matrimonio con Ricardo Macarrón. El matrimonio tuvo dos hijas: Susana y Mónica.
Con motivo del décimo aniversario de la muerte de su esposo, presentó las memorias Mi vida con Ricardo Macarrón (2014), donde cuenta algunas de las vivencias de la pareja y donde relataba su vida social y artística.
Tras el nacimiento de su primogénita, dejó de pintar durante veinte años, en el cual apoyó la carrera de su esposo y cuidó de sus hijas. Pasado ese tiempo, lo retomó pintando fundamentalmente: retratos, bodegones, flores y paisajes.
Sus cuadros se encuentran, entre otros lugares en la colección Thyssen Bornemisza; en la colección Fierro de Madrid; en el Museo Balenciaga (Guetaria) se encuentra un retrato de Cristóbal Balenciaga; en la habitación de la reina Isabel II de Inglaterra, se encuentra un dibujo que realizó al perro de la reina mientras su marido realizaba el retrato oficial.
Falleció en San Sebastián, el 9 de septiembre de 2021, a los noventa y cuatro años.